# WaterCar Python
WaterCar Python – amerykańska amfibia produkcji firmy WaterCar. Jest to połączenie Chevroleta Corvette z Chevroletem Avalanche. Jest napędzany przez silnik V8 z Chevroleta Corvette ZR1. Python rozpędza się w 4.5 sekundy od 0 do 100 km/h. Na lądzie rozpędza się do 200 km/h, a na wodzie ponad 100 km/h. Koła za pomocą wciśnięcia guzika unoszą się  pneumatycznie. Na wodzie jednostka napędzana jest pędnikiem wodnoodrzutowym. Python posiada normalne światła drogowe jak światła pozycyjne dla statków. Należy go zarejestrować zarówno jako samochód jak i łódź. Python jest prawie dwukrotnie szybszy od swojego konkurenta – Hydra Spyder.